# Вёска (Пригородное сельское поселение)
Вёска — село в Пригородном сельском поселении Переславского района Ярославской области.

## История
По писцовым книгам 1628 года треть села Вёсок значится за помещиком Афанасием Савельевичем Шемяковым, а две трети села за его родными братьями.
На общей их земле была в то время церковь Николая Чудотворца.
В 1728 году прихожане задумали построить для зимнего времени тёплую церковь, отдельную от Никольской церкви, и подали о том прошение в синодальный казённый приказ. Новая церковь устроена была в 1730 году и освящена во имя Рождества Пресвятой Богородицы. Эти две деревянные церкви существовали в Вёсках до 1808 года.

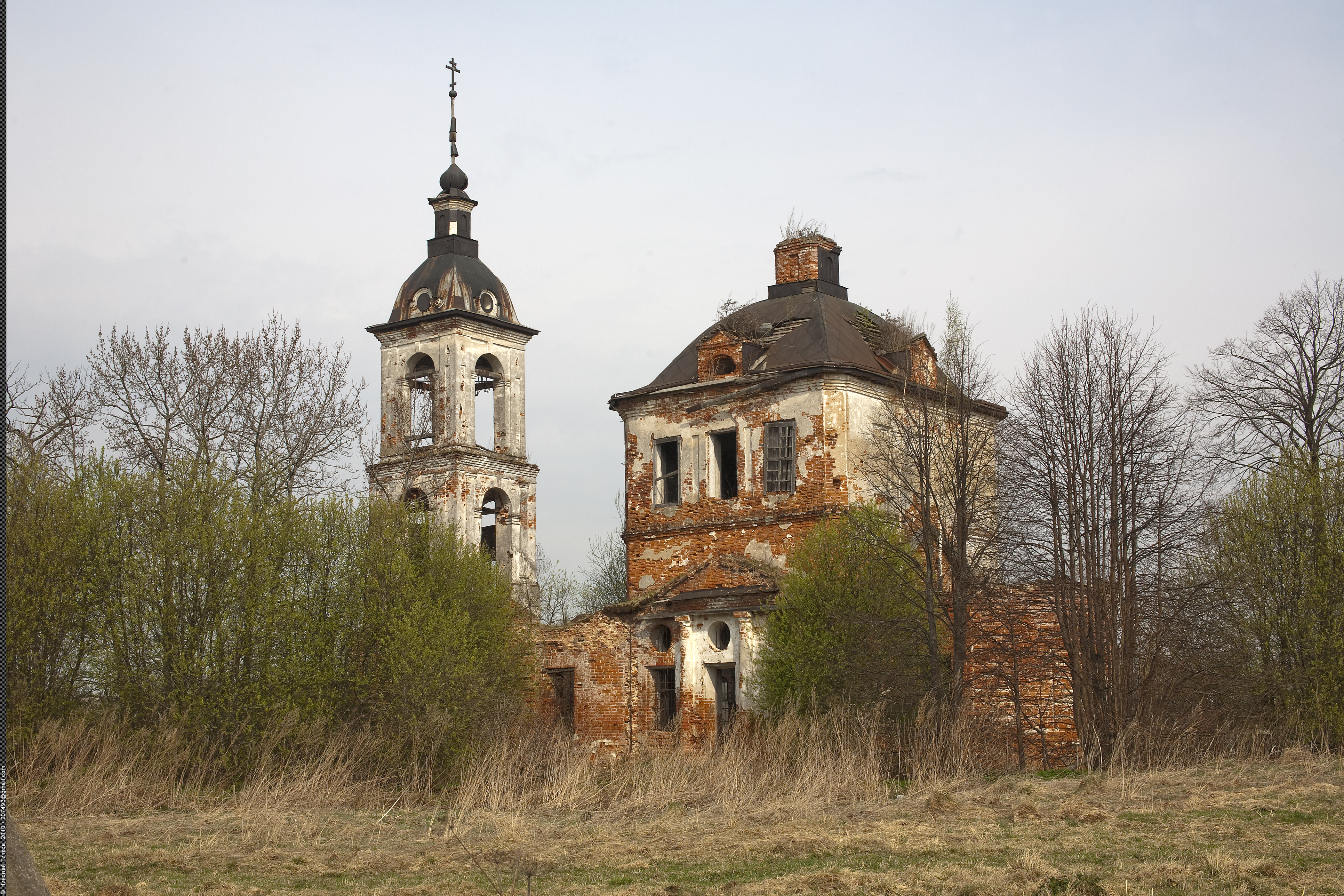
Храм Троицы Живоначальной

В 1808 году тщанием помещика Николая Львовича Батюшкова вместо деревянной церкви устроен каменный храм с колокольнею. Престолов в этом храме три: в холодном во имя Пресвятой Троицы, в трапезе тёплой в честь Рождества Пресвятой Богородицы и святого Николая Чудотворца.
В селе была земская народная школа.

## Население
| 1859 | 1905 | 1926 | 2007 | 2010 |
| ---- | ---- | ---- | ---- | ---- |
| 150  | ↘123 | ↗160 | ↘11  | ↘10  |